# 헬리오스
헬리오스(그리스어: Ἥλιος)는 그리스 신화의 남신이자 태양신이다. 헬리오스는 로마 신화의 태양신 솔과 인도 신화의 태양신 수리야, 슬라브 신화의 태양신 호르스와 같은 기원을 지닌 남신으로, 원시 인도유럽 신화의 태양신에서 유래하였다.

## 개설
티탄신족인 히페리온과 테이아의 아들이며, 크레타 왕국의 왕인 미노스의 장인으로, 로마 신화에서 솔(SOL)에 해당한다. 헤라클레스가 서쪽 세계로 가 헤라의 황금 사과를 따러 가던 도중, 헤라클레스의 협박을 못 이기고 배를 빌려주었다.
헤시오도스의 《신통기》에 의하면, 히페리온과 테이아의 아들이다. 새벽의 여신 에오스나 달의 여신 셀레네는 자매. 또 마녀인 키르케나 헬리아데스(태양신의 5명의 딸들), 파에톤의 부친이기도 하다.
아폴론이 타는 태양의 차를 푸른 하늘의 목장에 모는 마부라고도 생각되었다.
오룹포스에서 봐서, 동쪽의 땅의 끝에 궁전을 가진다. 맹목이 된 오리온의 눈을 치료했다. 또, 항상 하늘에서 지상의 모든 것을 보고 있기 때문에, 아프로디테의 아레스와의 바람기를 헤파이스토스에 밀고했던 것도, 하데스가 페르세포네를 유괴했음을(정확히는 제우스가 가담한 것) 데메테르에 가르쳤던 것도 헬리오스와 헤카테이다.
후세, 아폴론과 동일시 된다.

## 같이 보기
- 아마테라스 오미카미
- 아이스킬로스
- 아이소포스
- 비블리오테케
- 로도스의 아폴로니오스
- 아르킬로코스
- 아리스토파네스
- 칼리마코스
- 디오도로스 시켈로스
- 율리아누스
- 에우리피데스
- 헤로도토스
- 헤시오도스
- 알렉산드리아의 헤시키오스
- 호메로스
- 가이우스 율리우스 히기누스
- 론지노
- 루키아노스
- 논노스
- 오비디우스
- 파우사니아스 (지리학자)
- 핀다로스
- 플라톤
- 가이우스 플리니우스 세쿤두스
- 플루타르코스
- 포르피리오스
- 코인토스 스미르나이오스
- 루키우스 안나이우스 세네카
- 소포클레스
- 스타티우스
- 스트라본
- 테오크리토스
- 이오안네스 트제트제스
- 베르길리우스
- 티모시 간츠
- W. K. C. 거스리